# 胡卓斌
胡卓斌（Wu Cheuk Pan Ben，1993年11月23日—），生於香港，香港籃球運動員，司職中鋒，曾效力香港甲一籃球聯賽球隊東方。

## 早年生活
胡卓斌生於香港，起初是接觸足球，還會代表校隊參加學界賽，直至18歲時因為其身高而被同學推薦嘗試打籃球，再在19歲時以年紀最大的身份正式參加籃球青訓，後來在2015年加盟甲二球隊日域。

## 籃球生涯
其後，胡卓斌獲甲一職業球隊東方龍獅副領隊蔡芳裕賞識，在2016年10月初獲邀請在東方跟操，接著正式轉會東方，並在對台灣高雄聖徒的首場ABL聯賽，首度代表東方龍獅登場，結果協助東方以90–79勝出，其後他在2017年3月21日對遊協的高級組銀牌賽，首度於本地聯賽上陣取得6分，協助東方以83–58勝出。
在2018年球季，由於隊中的居港外援中鋒班尼斯離隊，使胡卓斌獲東方重點培訓，可是他在11月19日作客菲律賓火焰的2017/18球季首場ABL賽事中，不幸弄傷左手手腕需要養傷三個月，傷瘉復出後，他即於1月13日對飛鷹的籃總盃分組賽，錄得全場最高23分。他協助東方於5場3勝制的總決賽，以場數3–2擊敗南華，奪得冠軍。

## 國際賽生涯
2018年7月29日，胡卓斌首度獲香港籃球代表隊徵召，出戰印尼雅加達亞運會。

## 外部連結
- 胡卓斌在fiba.basketball（英语）
- 胡卓斌在Eurobasket.com（球員）（英语）
- 胡卓斌在Flashscore（英语）
- ABL官網球員註冊資料